# Paramunna macquariensis
Paramunna macquariensis är en kräftdjursart som beskrevs av Just och Wilson 2004. Paramunna macquariensis ingår i släktet Paramunna och familjen Paramunnidae. Inga underarter finns listade i Catalogue of Life.